# Louche-Effekt

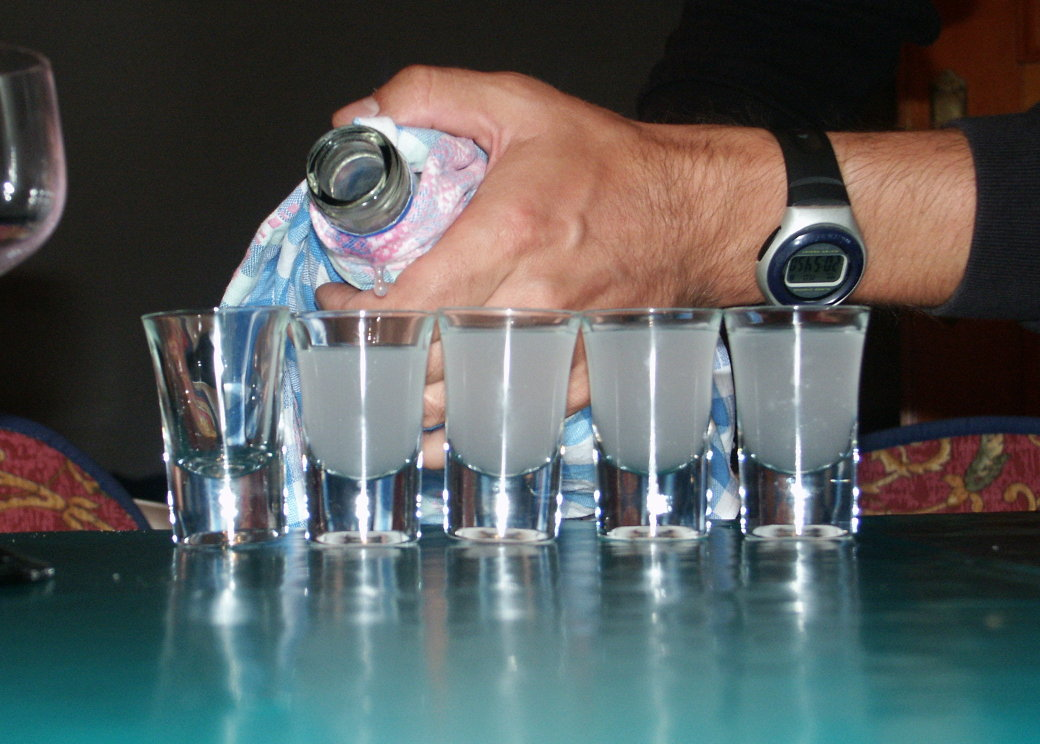
Louche-Effekt durch Kühlung bei Ouzo

Als Louche-Effekt (französisch louche ‚undurchsichtig‘, ‚verdächtig‘, ‚anrüchig‘; ugs. Anisniederschlag) bezeichnet man die milchige Trübung zunächst klarer anishaltiger Spirituosen wie Absinth, Pastis, Sambuca, Ouzo, Mastika, Rakı oder Arak, wenn sie mit Wasser verdünnt oder sehr stark gekühlt werden.
Zunächst sind winzige Mengen stark hydrophober Substanzen wie Anethol in Alkohol gelöst, der wiederum mit Wasser eine Lösung (ein homogenes Gemisch) bildet. Wenn sich der Alkoholanteil durch Zugabe von weiterem Wasser vermindert, scheidet sich die hydrophobe Substanz (z. B. ein ätherisches Öl) aus der alkoholischen Lösung ab und bildet mit dem Alkohol-Wasser-Gemisch eine Emulsion. Die Substanz liegt dabei fein verteilt in Form kleinster Kügelchen vor, welche das Licht brechen und die Mischung insgesamt trüb erscheinen lassen.
Mit Hilfe des Louche-Effekts kann der Anisgehalt verschiedener Getränke verglichen werden: Je trüber die Flüssigkeit bei einem bestimmten Mischungsverhältnis wird, desto mehr ätherisches Öl mit Anethol ist im Destillat enthalten.

## Grundlagen
Ursache des Louche-Effekts ist der Gehalt an ätherischen Ölen vor allem aus den Anissamen sowie aus möglicherweise weiteren Gewürzpflanzen wie Minze, Koriander und Melisse. Diese Öle, die bei Anisschnäpsen viel Anethol enthalten, lösen sich in Alkohol, aber nicht oder nur kaum in Wasser. Wasser als hydrophiler (polarer) Stoff und die Inhaltsstoffe der hydrophoben ätherischen Öle bilden vielmehr eine Öl-in-Wasser-Emulsion, in der hydrophobe Ölteilchen von Wasser umgeben sind. Der Tröpfchendurchmesser liegt dabei bei ungefähr einem Mikrometer. An den Grenzflächen zwischen Wasser und Öltröpfchen wird das Licht gestreut, was die milchig-weiße Trübung hervorruft. Sie beruht also nicht auf einer chemischen Reaktion, sondern ist physikalischer Natur (siehe auch Tyndall-Effekt).
Der Louche-Effekt lässt sich auch ohne Zugabe von Wasser durch starke Kühlung von Anisschnaps hervorrufen. Bei niedrigen Temperaturen sinkt das Lösungsvermögen von Alkohol, und es bilden sich ebenfalls Öltröpfchen.

## Ouzo-Effekt
Obwohl der Louche-Effekt als solcher bereits seit langem bekannt war, hat sich seit 2003 die Bezeichnung Ouzo-Effekt für die spontane Emulsionsbildung in einem Dreistoffsystem aus nicht-mischbaren und mischbaren Flüssigkeiten ohne Zufuhr von Energie oder grenzflächenaktiven Substanzen in der wissenschaftlichen Welt etabliert. Diese Mikroemulsionen bilden sich spontan und sind extrem stabil.
Durch Zugabe der hydrophilen Lösung wird die hydrophobe Phase übersättigt, was zur Bildung von kleinen Aggregaten oder Tröpfchen führt.
Die Entstehung einer solchen Emulsion wird üblicherweise mittels dynamischer Lichtstreuung beobachtet. Zunächst kommt es zu einer homogenen Keimbildung, die zu einer gleichmäßigen Dispersion führt. Die Aggregate oder Tröpfchen wachsen durch Ostwald-Reifung auf Durchmesser von hundert Nanometern bis zu einigen Mikrometern und koaleszieren nicht.   Die Größenverteilung ist dabei sehr einheitlich (monodispers). Die endgültige Größe kann dabei nicht durch den pH-Wert, die Ionenstärke oder durch Rühren beeinflusst werden, sondern ist allein vom Verhältnis der gelösten Substanz zum Lösungsmittel abhängig.  Wodurch das Wachstum begrenzt wird, ist noch nicht vollständig geklärt.
Allerdings erfolgt der gesamte Prozess nur innerhalb eines engen Konzentrationsfensters. Die metastabilen Dispersionen entstehen nur zwischen der Spinodalen und der Binodalen des Phasendiagramms der jeweiligen Mischung.

## Anwendung
Der Louche-Effekt ist für eine Vielzahl von Anwendungen von Bedeutung, da sich verschiedenste Stoffe wie Polymere, Öle, Fette oder auch Arzneimittel in wässriger Lösung durch diesen Effekt einfach emulgieren lassen. Diese Emulsionen besitzen eine hohe Stabilität und sind frei von Emulgatoren. Daher sind sie besonders für die Lebensmittelindustrie, aber auch für die kosmetische oder pharmazeutische Industrie interessant.
Außerdem kann ein breites Spektrum von Partikeln im Submikrometerbereich für die Nanotechnologie und Biotechnologie erzeugt werden. Durch Konzentrationsänderungen oder die Kombination verschiedener gelöster Stoffe lassen sich auf einfache Weise Nanokapseln oder andere Nanoteilchen synthetisieren.